# Mutsamudu
Mutsamudu è la seconda più grande città delle Comore.
È anche la capitale e la più grande città dell'isola di Anjouan così come il luogo di residenza dell'ex presidente Ahmed Abdallah Mohamed Sambi.